# Таибон Агордино
Таибон Агордино (итал. Taibon Agordino) је насеље у Италији у округу Белуно, региону Венето.
Према процени из 2011. у насељу је живело 1772 становника. Насеље се налази на надморској висини од 620 м.

## Становништво
Према резултатима пописа становништва 2011. у општини је живело 1.788 становника.
| 1931. | 1936. | 1951. | 1961. | 1971. | 1981. | 1991. | 2001. | 2011. |
| ----- | ----- | ----- | ----- | ----- | ----- | ----- | ----- | ----- |
| 1.998 | 1.739 | 1.879 | 1.824 | 1.743 | 1.811 | 1.705 | 1.772 | 1.788 |